# Alf Andersen
Pour les articles homonymes, voir Andersen.
Alf Steen Andersen, né le 5 mai 1906 et mort le 12 avril 1975, est un sauteur à ski norvégien.

## Biographie
Il représente les clubs de Sandaker et Skeid (Oslo). Il se qualifie pour les Jeux de Saint-Moritz en battant un record de tremplin dans une sélection.
Alf Andersen est champion olympique en 1928 et médaillé de bronze aux Championnats du monde 1935.

## Palmarès

### Jeux olympiques
- Jeux olympiques 1928 à Saint-Moritz, en Suisse :
  -  Médaille d'or en individuel.

### Championnats du monde
- Championnats du monde 1935 à Vysoke Tatry, en Tchécoslovaquie : 
  -  Médaille de bronze en individuel.